# Europacup II 1978/79
De 19de editie van de Beker der Bekerwinnaars werd door het Spaanse FC Barcelona gewonnen in een spannende finale tegen het Duitse Fortuna Düsseldorf.

## Eerste Ronde
| Team #1                    | Tot.  | Team #2              | 1ste wed | 2de wed |
| -------------------------- | ----- | -------------------- | -------- | ------- |
| AZ Alkmaar                 | 0 - 2 | Ipswich Town         | 0 - 0    | 0 - 2   |
| Zagłębie Sosnowiec         | 3 - 4 | SSW Innsbruck        | 2 - 3    | 1 - 1   |
| RSC Anderlecht             | Bye   |                      | -        | -       |
| FC Barcelona               | 4 - 1 | Sjachtjor Donetsk    | 3 - 0    | 1 - 1   |
| Floriana FC                | 1 - 8 | Inter Milan          | 1 - 3    | 0 - 5   |
| FK Bodø/Glimt              | 4 - 2 | Union Luxemburg      | 4 - 1    | 0 - 1   |
| NK Rijeka                  | 3 - 2 | Wrexham AFC          | 3 - 0    | 0 - 2   |
| KSK Beveren                | 6 - 0 | Ballymena United     | 3 - 0    | 3 - 0   |
| Universitatea Craiova      | 4 - 5 | Fortuna Düsseldorf   | 3 - 4    | 1 - 1   |
| Marek Stanke Dimitrov      | 3 - 5 | Aberdeen FC          | 3 - 2    | 0 - 3   |
| PAOK Thessaloniki          | 2 - 4 | Servette Genève      | 2 - 0    | 0 - 4   |
| BK Frem                    | 2 - 4 | AS Nancy             | 2 - 0    | 0 - 4   |
| Valur Reykjavík            | 1 - 5 | 1. FC Magdeburg      | 1 - 1    | 0 - 4   |
| Ferencvárosi TC            | 4 - 2 | Kalmar FF            | 2 - 0    | 2 - 2   |
| Sporting Clube de Portugal | 0 - 2 | TJ Baník OKD Ostrava | 0 - 1    | 0 - 1   |
| APOEL Nicosia              | 0 - 3 | Shamrock Rovers      | 0 - 2    | 0 - 1   |

## Tweede Ronde
| Team #1              | Tot.             | Team #2         | 1ste wed | 2de wed      |
| -------------------- | ---------------- | --------------- | -------- | ------------ |
| Ipswich Town         | 2 - 1            | SSW Innsbruck   | 1 - 0    | 1 - 1 (n.v.) |
| RSC Anderlecht       | 3 - 3 (n.p.)     | FC Barcelona    | 3 - 0    | 0 - 3 (n.v.) |
| Inter Milan          | 7 - 1            | FK Bodø/Glimt   | 5 - 0    | 2 - 1        |
| NK Rijeka            | 0 - 2            | KSK Beveren     | 0 - 0    | 0 - 2        |
| Fortuna Düsseldorf   | 3 - 2            | Aberdeen FC     | 3 - 0    | 0 - 2        |
| Servette Genève      | 4 - 3            | AS Nancy        | 2 - 1    | 2 - 2        |
| 1. FC Magdeburg      | 2 (uitgoals) - 2 | Ferencvárosi TC | 1 - 0    | 1 - 2        |
| TJ Baník OKD Ostrava | 6 - 1            | Shamrock Rovers | 3 - 0    | 3 - 1        |

## Kwartfinale
| Team #1            | Tot.             | Team #2              | 1ste wed | 2de wed |
| ------------------ | ---------------- | -------------------- | -------- | ------- |
| Ipswich Town       | 2 - 2 (uitgoals) | FC Barcelona         | 2 - 1    | 0 - 1   |
| Inter Milan        | 0 - 1            | KSK Beveren          | 0 - 0    | 0 - 1   |
| Fortuna Düsseldorf | 1 (uitgoals) - 1 | Servette Genève      | 0 - 0    | 1 - 1   |
| 1. FC Magdeburg    | 4 - 5            | TJ Baník OKD Ostrava | 2 - 1    | 2 - 4   |

## Halve Finale
| Team #1            | Tot.  | Team #2              | 1ste wed | 2de wed |
| ------------------ | ----- | -------------------- | -------- | ------- |
| FC Barcelona       | 2 - 0 | KSK Beveren          | 1 - 0    | 1 - 0   |
| Fortuna Düsseldorf | 4 - 3 | TJ Baník OKD Ostrava | 3 - 1    | 1 - 2   |

## Finale
| Team #1      | Uitsl.       | Team #2            |
| ------------ | ------------ | ------------------ |
| FC Barcelona | 4 - 3 (n.v.) | Fortuna Düsseldorf |